# Antoni Studencki
Antoni Studencki ps. „Bystry” (ur. 9 lutego 1908 w Żywcu, zm. po 24 marca 1943 w KL Auschwitz) – polski działacz niepodległościowy, żołnierz ruchu oporu podczas II wojny światowej.

## Życiorys
Antoni Studencki pochodził z rodziny o patriotycznych korzeniach. Jego dziadek walczył w powstaniu listopadowym, zaś jego ojciec za udział w powstaniu styczniowym został zesłany na Sybir. Był absolwentem gimnazjum w Żywcu i Akademii Górniczo-Hutniczej w Krakowie. Po ukończeniu studiów zamieszkał w Katowicach, gdzie ożenił się i pracował w kopalniach: „Ferdynand” oraz „Polska” w Dąbrówce Małej. We wrześniu 1939 roku wraz falą uciekinierów znalazł się we Lwowie. Powróciwszy po zakończeniu kampanii wrześniowej do Krakowa, związał się z podziemiem niepodległościowym. Działając w Organizacji Orła Białego, a następnie w Służbie Zwycięstwu Polski, nawiązał kontakt z rodzinnym Żywcem. W mieście rozpoczął wydawanie konspiracyjnej gazetki „Front Polski”, której pierwszy numer ukazał się 24 grudnia 1940 roku, a nakład sięgał 1000 egzemplarzy. Ponadto był autorem „Instrukcji sabotażowej” i „Instrukcji organizacyjnej I stopnia”, rozkolportowanych wśród żołnierzy podziemia w ok. 3000 egzemplarzy.
Był organizatorem cieszyńsko-zaolziańskiego rejonu organizacyjnego Organizacji Orła Białego.
Jako zwolennik walki zbrojnej, założył Tajną Organizację Niepodległościową, która działała głównie poprzez dywersję i sabotaż. W 1941 roku TON liczył ok. 2500 członków, podzielonych na okręgi: żywiecki (inspektoraty w Żywcu, Wadowicach i Bielsku) oraz śląski (inspektoraty: Katowice Wschód i Zachód oraz Pszczyna-Rybnik). W 1942 roku, w wyniku nacisków ze strony Związku Walki Zbrojnej, po rokowaniach w Wadowicach, doszło do połączenia ZWZ i TONu, wskutek których powstała rejencja katowicka Narodowej Organizacji Wojskowej, na której czele stanął Studencki. Wiosną 1942 roku w rejencji powstały 4 inspektoraty: podhalański, Śląsk Cieszyński i Zaolzie, Zagłębie Dąbrowskie i Krakowskie i Górny Śląsk, a organizacja liczyła ok. 4800 członków.
Antoni Studencki wraz z grupą żołnierzy został aresztowany przez gestapo w wyniku zadenuncjowania 6 września 1942 na dworcu kolejowym w Bielsku, kiedy udał się na spotkanie z przedstawicielami Komendy Głównej NOW. Osadzony w więzieniu w Mysłowicach, torturowany, odmówił podpisania volkslisty. Dnia 24 marca 1943 wywieziono go do obozu w Auschwitz, gdzie został rozstrzelany wraz z innymi członkami TONu w bloku 11.